# Canton de Clamecy
Le canton de Clamecy est une circonscription électorale française située dans le département dans le nord de la Nièvre et la région Bourgogne-Franche-Comté.

## Géographie
Le canton est organisé autour de Clamecy dans l'arrondissement de Clamecy. Son altitude varie de 137 m (Pousseaux) à 391 m (Talon).

## Histoire
En 2008, les communes des cantons de Clamecy et de Brinon-sur-Beuvron ont perturbé les élections cantonales. Une centaine de maires de la Nièvre et du Sud de l'Yonne ont refusé d'organiser les élections municipales et cantonales pour protester contre la fermeture, au 31 mars 2008, de la maternité de Clamecy.
Une protestation similaire a eu lieu à Chèvreville dans la Manche.
Par décret du 18 février 2014, le nombre de cantons du département est divisé par deux, avec mise en application aux élections départementales de mars 2015. Le canton de Clamecy est conservé et s'agrandit. Il passe de 14 à 46 communes.

## Représentation

### Conseillers généraux de 1833 à 2015
| Période | Période          | Identité                                            | Étiquette    | Qualité |
| ------- | ---------------- | --------------------------------------------------- | ------------ | --- |
| 1833    | 1842 (démission) | Philippe Dupin (1795-1846)                          |              | Avocat à Paris, ancien bâtonnier                                                                               |
| 1842    | 1848             | Jean François Napoléon Faulquier (1803-1863)        |              | Président du Tribunal de Clamecy, conseiller d'arrondissement                                                  |
| 1848    | 1852             | Pierre Gabriel Pellault                             | Républicain  | Avocat, maire de Clamecy                                                                                       |
| 1852    | 1871             | Octave Joseph Honoré Le Peletier d'Aunay            | Bonapartiste | Auditeur au Conseil d'État Propriétaire du château de Marcilly, maire de Cervon Député (1852-1870, 1876-1881)  |
| 1871    | 1877             | Adrien Faulquier (1840-1903, fils de J.F.Faulquier) | Droite       | Magistrat (juge suppléant au Tribunal de la Seine) Propriétaire à Clamecy                                      |
| 1877    | 1889             | Sylvestre Hérisson                                  | Républicain  | Avoué Maire de Surgy puis de Clamecy Président du Conseil Général Sénateur (1896-1900)                         |
| 1889    | 1895             | Paul Bonneau                                        | Droite       | Propriétaire à Clamecy                                                                                         |
| 1895    | 1913             | Théodore Beaufils                                   | Rad.         | Médecin - Maire de Clamecy (1904-1913), conseiller d'arrondissement                                            |
| 1913    | 1919             | Alfred Grimouille                                   | Républicain  | Vétérinaire Adjoint au Maire de Clamecy                                                                        |
| 1919    | 1937             | Georges Brésard (1862-1940)                         | Rad.         | Médecin Conseiller municipal de Clamecy                                                                        |
| 1937    | 1940             | Louis Marcelot                                      | SFIO         | Pépiniériste et vigneron Conseiller municipal de Clamecy, conseiller d'arrondissement                          |
|         |                  |                                                     |              | |
| 1945    | 1958             | Pierre Paulus                                       | SFIO         | Médecin Maire de Clamecy (1947-1959)                                                                           |
| 1958    | 1976             | Pierre Barbier                                      | Rad.         | Chirurgien Sénateur (1965-1974) Maire de Clamecy (1959-1977)                                                   |
| 1976    | 2001             | Bernard Bardin                                      | PS           | Professeur de collège Député (1981-1993) Maire de Clamecy (1977-2008) Président du Conseil général (1987-2001) |
| 2001    | 2015             | Jean-Louis Lebeau                                   | PS           | Professeur des écoles Maire de Chevroches                                                                      |

### Conseillers d'arrondissement (de 1833 à 1940)
Le canton de Clamecy avait deux conseillers d'arrondissement.
| Période                                  | Période      | Identité                                | Étiquette            | Qualité |
| ---------------------------------------- | ------------ | --------------------------------------- | -------------------- | --- |
| 1833                                     | 1833         | Pierre Louis Charbonneau                |                      | Président du Tribunal de commerce Élu conseiller général du canton de Brinon-sur-Beuvron                              |
| 1833                                     | 1846 (décès) | Edmé Charles Née-Devaux (1760-1846)     |                      | Avocat à Clamecy |
| 1834                                     | 1842         | Jean François Napoléon Faulquier        |                      | Présidentdu Tribunal de Clamecy                                                                                       |
| 1842                                     | 1848         | Jean Joseph Bernard Crochet (1795-1878) |                      | Agent général du commerce de bois de la Haute-Yonne, propriétaire à Clamecy                                           |
|                                          |              |                                         |                      | |
|                                          | 1886         | Alexandre Gannier                       |                      | Maitre carrier à Chevroches                                                                                           |
| 1880                                     | 1892         | François Fouliéron                      | Républicain          | Négociant à Clamecy                                                                                                   |
| 1892                                     | 1895         | Théodore Beaufils                       | Républicain          | Médecin à Clamecy |
| 1886                                     | 1911 (décès) | Émile Reboulleau                        | Républicain Radical  | Maire de Clamecy |
| 1895                                     | 1919         | André Renard                            | Républicain Radical  | Pharmacien, adjoint puis maire de Clamecy, Président du Conseil d'arrondissement, député (1906-1924), ministre (1917) |
| 10 déc. 1911                             | 1919         | Joseph Graillot                         | Radical              | Premier adjoint au maire de Clamecy                                                                                   |
| 1919                                     | 1928         | Raymond Laurent                         |                      | Notaire, maire de Billy-sur-Oisy                                                                                      |
| 1919                                     | 1922         | François Laudet                         |                      | Mutilé de guerre, conseiller municipal de Clamecy                                                                     |
| 1922                                     | 1929 (décès) | Arthur Gauché (1855-1929)               |                      | Maire de Chevroches                                                                                                   |
| 1929                                     | 1934         | Auguste Berry                           | SFIO                 | Maire de Brèves |
| 1928                                     | 1940         | Claude Lamoureux                        | Radical              | Chef d'exploitation forestière à Clamecy                                                                              |
| 1934                                     | 1940         | Henri Moreau                            | Républicain national | Agriculteur à La Forêt, Surgy                                                                                         |
| 1940                                     |              |                                         |                      | Les conseils d'arrondissement ont été suspendus par la loi du 12 octobre 1940 et n'ont jamais été réactivés           |
| Les données manquantes sont à compléter. |              |                                         |                      | |

### Conseillers départementaux à partir de 2015
| Période élective | Période élective | Mandat | Mandat   | Identité           | Nuance | Nuance | Qualité |
| ---------------- | ---------------- | ------ | -------- | ------------------ | ------ | ------ | --- |
| 2015             | 2021             | 2015   | 2021     | Catherine Mer      |        | DVD    | Kinésithérapeute à Clamecy |
| 2015             | 2021             | 2015   | 2021     | Philippe Nolot     |        | LR     | Médecin Maire de Tannay depuis 1995 Président de la communauté de communes La Fleur du Nivernais Ancien conseiller général du Canton de Tannay (1992-2015) |
| 2021             | 2028             | 2021   | en cours | Anouck Camain      |        | DVD    | Assistante parlementaire de Perrine Goulet, Entrains-sur-Nohain                                                                                            |
| 2021             | 2028             | 2021   | en cours | Christophe Deniaux |        | DVD    | Principal de collège, maire d'Asnois depuis 2005 |

### Résultats détaillés

#### Élections de mars 2015
À l'issue du 1er tour des élections départementales de 2015, deux binômes sont en ballottage : Catherine Mer et Philippe Nolot (UMP, 30,36 %) et Dominique Martinet et Magali Petitjean (FN, 25,14 %). Le taux de participation est de 56,49 % (6 362 votants sur 11 263 inscrits) contre 53,03 % au niveau départemental et 50,17 % au niveau national.
Au second tour, Catherine Mer et Philippe Nolot (UMP) sont élus avec 65,57 % des suffrages exprimés et un taux de participation de 54,34 % (3 437 voix pour 6 120 votants et 11 263 inscrits).

#### Élections de juin 2021
Le premier tour des élections départementales de 2021 est marqué par un très faible taux de participation (33,26 % au niveau national). Dans le canton de Clamecy, ce taux de participation est de 37,6 % (3 896 votants sur 10 362 inscrits) contre 34,28 % au niveau départemental. À l'issue de ce premier tour, deux binômes sont en ballottage : Anouck Camain et Christophe Deniaux (DVC, 33,62 %) et Anne-Marie Bachollet et Nicolas Bourdoune (PCF, 27,5 %).
Le second tour des élections est marqué une nouvelle fois par une abstention massive équivalente au premier tour. Les taux de participation sont de 34,36 % au niveau national, 37,18 % dans le département et 40,82 % dans le canton de Clamecy. Anouck Camain et Christophe Deniaux (DVC) sont élus avec 60,84 % des suffrages exprimés (2 351 voix pour 4 227 votants et 10 356 inscrits),,. 

## Composition

### Composition avant 2015

Situation du canton de Clamecy dans le département de la Nièvre avant 2015.

Le canton de Clamecy regroupait 14 communes.
| Nom                 | Code Insee | Codepostal | Superficie (km2) | Population (dernière pop. légale) | Densité (hab./km2) |
| ------------------- | ---------- | ---------- | ---------------- | --------------------------------- | ------------------ |
| Clamecy (chef-lieu) | 58079      | 58500      | 30,26            | 4 097 (2012)                      | 135                |
| Armes               | 58011      | 58500      | 8,49             | 303 (2012)                        | 36                 |
| Billy-sur-Oisy      | 58032      | 58500      | 26,65            | 393 (2012)                        | 15                 |
| Breugnon            | 58038      | 58460      | 13,35            | 175 (2012)                        | 13                 |
| Brèves              | 58039      | 58530      | 16,64            | 287 (2012)                        | 17                 |
| Chevroches          | 58073      | 58500      | 3,21             | 129 (2012)                        | 40                 |
| Dornecy             | 58103      | 58530      | 17,35            | 518 (2012)                        | 30                 |
| Oisy                | 58198      | 58500      | 17,50            | 347 (2012)                        | 20                 |
| Ouagne              | 58200      | 58500      | 11,72            | 161 (2012)                        | 14                 |
| Pousseaux           | 58217      | 58500      | 11,11            | 231 (2012)                        | 21                 |
| Rix                 | 58222      | 58500      | 3,92             | 176 (2012)                        | 45                 |
| Surgy               | 58282      | 58500      | 16,03            | 420 (2012)                        | 26                 |
| Trucy-l'Orgueilleux | 58299      | 58460      | 13,54            | 230 (2012)                        | 17                 |
| Villiers-sur-Yonne  | 58312      | 58500      | 15,86            | 301 (2012)                        | 19                 |

### Composition depuis 2015
Le canton comprend désormais 46 communes.
| Nom                             | Code Insee | Intercommunalité                | Superficie (km2) | Population (dernière pop. légale) | Densité (hab./km2) | Modifier                                    |
| ------------------------------- | ---------- | ------------------------------- | ---------------- | --------------------------------- | ------------------ | ------------------------------------------- |
| Clamecy (bureau centralisateur) | 58079      | CC Haut Nivernais - Val d'Yonne | 30,26            | 3 597 (2022)                      | 119                | modifier les données · modifier les données |
| Amazy                           | 58005      | CC Tannay-Brinon-Corbigny       | 13,74            | 214 (2022)                        | 16                 | modifier les données · modifier les données |
| Armes                           | 58011      | CC Haut Nivernais - Val d'Yonne | 8,49             | 272 (2022)                        | 32                 | modifier les données · modifier les données |
| Asnois                          | 58016      | CC Tannay-Brinon-Corbigny       | 5,69             | 140 (2022)                        | 25                 | modifier les données · modifier les données |
| Billy-sur-Oisy                  | 58032      | CC Haut Nivernais - Val d'Yonne | 26,65            | 367 (2022)                        | 14                 | modifier les données · modifier les données |
| Breugnon                        | 58038      | CC Haut Nivernais - Val d'Yonne | 13,35            | 152 (2022)                        | 11                 | modifier les données · modifier les données |
| Brèves                          | 58039      | CC Haut Nivernais - Val d'Yonne | 16,64            | 249 (2022)                        | 15                 | modifier les données · modifier les données |
| La Chapelle-Saint-André         | 58058      | CC Haut Nivernais - Val d'Yonne | 27,15            | 305 (2022)                        | 11                 | modifier les données · modifier les données |
| Chevroches                      | 58073      | CC Haut Nivernais - Val d'Yonne | 3,21             | 114 (2022)                        | 36                 | modifier les données · modifier les données |
| Corvol-l'Orgueilleux            | 58085      | CC Haut Nivernais - Val d'Yonne | 30,22            | 725 (2022)                        | 24                 | modifier les données · modifier les données |
| Courcelles                      | 58090      | CC Haut Nivernais - Val d'Yonne | 9,56             | 228 (2022)                        | 24                 | modifier les données · modifier les données |
| Cuncy-lès-Varzy                 | 58093      | CC Haut Nivernais - Val d'Yonne | 15,24            | 122 (2022)                        | 8,0                | modifier les données · modifier les données |
| Dirol                           | 58098      | CC Tannay-Brinon-Corbigny       | 9,48             | 106 (2022)                        | 11                 | modifier les données · modifier les données |
| Dornecy                         | 58103      | CC Haut Nivernais - Val d'Yonne | 17,35            | 457 (2022)                        | 26                 | modifier les données · modifier les données |
| Entrains-sur-Nohain             | 58109      | CC Haut Nivernais - Val d'Yonne | 58,73            | 738 (2022)                        | 13                 | modifier les données · modifier les données |
| Flez-Cuzy                       | 58116      | CC Tannay-Brinon-Corbigny       | 5,92             | 133 (2022)                        | 22                 | modifier les données · modifier les données |
| Lys                             | 58150      | CC Tannay-Brinon-Corbigny       | 10,67            | 105 (2022)                        | 9,8                | modifier les données · modifier les données |
| La Maison-Dieu                  | 58154      | CC Tannay-Brinon-Corbigny       | 13,82            | 113 (2022)                        | 8,2                | modifier les données · modifier les données |
| Marcy                           | 58156      | CC Haut Nivernais - Val d'Yonne | 14,31            | 139 (2022)                        | 9,7                | modifier les données · modifier les données |
| Menou                           | 58163      | CC Haut Nivernais - Val d'Yonne | 17,41            | 182 (2022)                        | 10                 | modifier les données · modifier les données |
| Metz-le-Comte                   | 58165      | CC Tannay-Brinon-Corbigny       | 14,37            | 178 (2022)                        | 12                 | modifier les données · modifier les données |
| Moissy-Moulinot                 | 58169      | CC Tannay-Brinon-Corbigny       | 2,81             | 13 (2022)                         | 4,6                | modifier les données · modifier les données |
| Monceaux-le-Comte               | 58170      | CC Tannay-Brinon-Corbigny       | 3,28             | 126 (2022)                        | 38                 | modifier les données · modifier les données |
| Neuffontaines                   | 58190      | CC Tannay-Brinon-Corbigny       | 14,34            | 93 (2022)                         | 6,5                | modifier les données · modifier les données |
| Nuars                           | 58197      | CC Tannay-Brinon-Corbigny       | 15,60            | 169 (2022)                        | 11                 | modifier les données · modifier les données |
| Oisy                            | 58198      | CC Haut Nivernais - Val d'Yonne | 17,50            | 304 (2022)                        | 17                 | modifier les données · modifier les données |
| Ouagne                          | 58200      | CC Haut Nivernais - Val d'Yonne | 11,72            | 148 (2022)                        | 13                 | modifier les données · modifier les données |
| Oudan                           | 58201      | CC Haut Nivernais - Val d'Yonne | 20,11            | 138 (2022)                        | 6,9                | modifier les données · modifier les données |
| Parigny-la-Rose                 | 58206      | CC Haut Nivernais - Val d'Yonne | 8,77             | 33 (2022)                         | 3,8                | modifier les données · modifier les données |
| Pousseaux                       | 58217      | CC Haut Nivernais - Val d'Yonne | 11,11            | 190 (2022)                        | 17                 | modifier les données · modifier les données |
| Rix                             | 58222      | CC Haut Nivernais - Val d'Yonne | 3,92             | 153 (2022)                        | 39                 | modifier les données · modifier les données |
| Ruages                          | 58224      | CC Tannay-Brinon-Corbigny       | 10,30            | 85 (2022)                         | 8,3                | modifier les données · modifier les données |
| Saint-Aubin-des-Chaumes         | 58230      | CC Tannay-Brinon-Corbigny       | 10,58            | 68 (2022)                         | 6,4                | modifier les données · modifier les données |
| Saint-Didier                    | 58237      | CC Tannay-Brinon-Corbigny       | 3,51             | 30 (2022)                         | 8,5                | modifier les données · modifier les données |
| Saint-Germain-des-Bois          | 58242      | CC Tannay-Brinon-Corbigny       | 12,43            | 117 (2022)                        | 9,4                | modifier les données · modifier les données |
| Saint-Pierre-du-Mont            | 58263      | CC Haut Nivernais - Val d'Yonne | 17,57            | 163 (2022)                        | 9,3                | modifier les données · modifier les données |
| Saizy                           | 58271      | CC Tannay-Brinon-Corbigny       | 13,23            | 187 (2022)                        | 14                 | modifier les données · modifier les données |
| Surgy                           | 58282      | CC Haut Nivernais - Val d'Yonne | 16,03            | 336 (2022)                        | 21                 | modifier les données · modifier les données |
| Talon                           | 58284      | CC Tannay-Brinon-Corbigny       | 6,27             | 40 (2022)                         | 6,4                | modifier les données · modifier les données |
| Tannay                          | 58286      | CC Tannay-Brinon-Corbigny       | 15,36            | 546 (2022)                        | 36                 | modifier les données · modifier les données |
| Teigny                          | 58288      | CC Tannay-Brinon-Corbigny       | 7,42             | 115 (2022)                        | 15                 | modifier les données · modifier les données |
| Trucy-l'Orgueilleux             | 58299      | CC Haut Nivernais - Val d'Yonne | 13,54            | 218 (2022)                        | 16                 | modifier les données · modifier les données |
| Varzy                           | 58304      | CC Haut Nivernais - Val d'Yonne | 41,18            | 1 066 (2022)                      | 26                 | modifier les données · modifier les données |
| Vignol                          | 58308      | CC Tannay-Brinon-Corbigny       | 8,97             | 61 (2022)                         | 6,8                | modifier les données · modifier les données |
| Villiers-le-Sec                 | 58310      | CC Haut Nivernais - Val d'Yonne | 1,38             | 49 (2022)                         | 36                 | modifier les données · modifier les données |
| Villiers-sur-Yonne              | 58312      | CC Haut Nivernais - Val d'Yonne | 15,86            | 272 (2022)                        | 17                 | modifier les données · modifier les données |
| Canton de Clamecy               | 5803       |                                 | 665,05           | 13 356 (2022)                     | 20                 | modifier les données                        |

## Démographie

### Démographie avant 2015
| 1962  | 1968  | 1975  | 1982  | 1990  | 1999  | 2006  | 2011  | 2012  |
| ----- | ----- | ----- | ----- | ----- | ----- | ----- | ----- | ----- |
| 9 548 | 9 639 | 9 763 | 9 254 | 8 852 | 8 547 | 8 242 | 7 953 | 7 768 |

### Démographie depuis 2015
En 2022, le canton comptait 13 356 habitants, en évolution de −5,85 % par rapport à 2016 (Nièvre : −3,28 %, France hors Mayotte : +2,11 %).
| 2013   | 2018   | 2022   |
| ------ | ------ | ------ |
| 14 772 | 13 725 | 13 356 |